# К-13 (самолёт)
К-13 — прототип советского бомбардировщика, разработка ОКБ Калинина.

## История
В 1933 году КБ ХАЗОСС получает задание на проектирование ещё одной боевой машины — бомбардировщика К-13. Советские ВВС нуждались в ударном самолете большой дальности, способном нести до 1 тонны бомбовой нагрузки на расстояние до 5000 км на высоте 4000 м со скоростью 350 км/ч. Выполнение проекта было поручено конструкторской бригаде под руководством П. В. Дыбского. В этот же период над аналогичными заданиями работали ОКБ Туполева — АНТ-37 (ДБ-2) и Ильюшина — ЦКБ-26 (ДБ-3).
Для нового самолета была выбрана схема моноплана со средне-расположенным свободнонесущим крылом. Цельнометаллическое, трапециевидное в плане, крыло имело два лонжерона. Вертикальное оперение двухкилевое. Горизонтальное отсутствует. По сути, К-13 — дальнейшее развитие идей, заложенных в К-12.
Самолет имел два двигателя жидкостного охлаждения, заключенных в капоты типа NACA. В эти же капоты после взлета убирались шасси. Питание двигателей производилось из четырёх баков, расположенных в крыле.
Винты металлические с шагом, изменяемым в полете. Для уменьшения посадочной скорости самолет снабдили закрылками типа «Шренка» с электроуправлением. Предполагалось, что экипаж самолета будет состоять из трех человек — пилота, штурмана-стрелка и заднего стрелка. Оборонительное вооружение: три пулемета ШКАС — два в передней части бомбардировщика и один в кормовой стрелковой башне.
Согласно расчетам, максимальная скорость К-13 должна была составить 407 км/ч на высоте 4000 м. Посадочная скорость — 90 км/ч, это позволяло использовать ВПП сравнительно небольшой длины, что весьма важно во фронтовой обстановке.
Параллельно с боевым вариантом разрабатывался и пассажирский — К-14. Экипаж из двух человек. Число посадочных мест — 12. На короткие рейсы предусматривалась установка дополнительных кресел. Согласно расчетам машина должна была развивать до 429 км/ч, при этом посадочная скорость составляла всего 84,5 км/ч. В декабре 1934 года проект был представлен в Центральное жюри всесоюзного конкурса на скоростной пассажирский самолет.
Опытный экземпляр К-13 был построен в 1936 году в Воронеже. При первых же испытаниях показал, что значительно уступает по своим летным качествам самолету ДБ-3 (отчасти из-за менее пригодных двигателей), а также он оказался перетяжелённым. Интерес к машине быстро угас.

## Летно-технические характеристики
| Размах крыла, м               | 23,00                     |
| Длина, м                      | 13,40                     |
| Площадь крыла, м2             | 78,70                     |
| Нормальная взлетная масса, кг | 7500                      |
| Тип двигателя                 | 2 ПД М-34                 |
| Мощность, л.с.                | 2 × 750                   |
| Максимальная скорость, км/ч   | 407                       |
| Крейсерская скорость, км/ч    | 369                       |
| Практическая дальность, км    | 1500                      |
| Практический потолок, м       | 7800                      |
| Экипаж, чел.                  | 3                         |
| Вооружение                    | три 7,62-мм пулемета ШКАС |
| Бомбовая нагрузка, кг         | 1000                      |